# UTADA HIKARU SINGLE CLIP COLLECTION VOL.2 UH2
『UTADA HIKARU SINGLE CLIP COLLECTION VOL.2 UH2』（宇多田ヒカル シングル クリップ コレクション ヴォリューム トゥー ユー エイチ トゥー）は、2001年9月27日に発売された宇多田ヒカルのビデオクリップ集第2弾。

## 解説
- ヒットシングル「Wait & See 〜リスク〜」「Can You Keep A Secret?」「FINAL DISTANCE」ほか全5曲に加え、メイキング映像を収録。
- 「Wait & See ～リスク～」のみ、ドルビーデジタル (5.1ch サラウンド)で収録されている。
- 初週3.7万枚を売り上げ、累積7.1万枚[1]で2001年音楽映像ソフトランキングで年間4位となった。

## 収録内容
1. Wait & See 〜リスク〜
2. For You
3. タイム・リミット
4. Can You Keep A Secret?
5. FINAL DISTANCE
6. Making Of "Wait&See 〜リスク〜"
7. Making Of "Can You Keep A Secret?"
8. Making Of "FINAL DISTANCE"
9. End roll "BGM 「DISTANCE」